# Поміж
Поміж (англ. Between) — канадський телесеріал, що вийшов в ефір 21 травня 2015 року на канадському «City» та американському «Netflix».

## Сюжет
Невелике містечко з мальовничою назвою Красиве озеро стикається з невідомою епідемією. За десять днів вона знищує 3412 із 8000 осіб, що населяють місто. З'ясовується закономірність — умирають усі, хто старше 21 року.

## Список епізодів
Сезон 1 (2015)
| № | Назва                  | Режисер        | Сценарист                      | Дата трансляції на «City», «Netflix» | Глядачі (млн.) |
| --- | ---------------------- | -------------- | ------------------------------ | ------------------------------------ | -------------- |
| 1 | «Зі школи»             | Джон Кассар    | Майкл Макгавен                 | 21 травня 2015                       | Буде оголошено |
| Містом Красиве озеро поширюється невідома епідемія, яка вбиває всіх людей, хто старше 21 року. Вайлі хоче відмовитися від дитини після пологів та залишити місто. |                        |                |                                |                                      |                |
| 2 | «Хто головний?»        | Джон Кассар    | Пітер Мітчелл                  | 28 травня 2015                       | Буде оголошено |
| Влада перетворює місто на карантинну зону. Адам підозрює, що епідемія сталася не просто так. Вайлі намагається забрати другу частину грошей за дитину. Усі, хто вижив збирають тіла мертвих до купи та підпалюють, сподіваючись, що після цього влада зніме карантин. |                        |                |                                |                                      |                |
| 3 | «Пересічні лінії»      | Джон Кассар    | Малкольм Макрурі               | 4 червня 2015                        | Буде оголошено |
| Влада знеструмлює місто на деякий час, щоб відрізати його від зовнішнього світу. |                        |                |                                |                                      |                |
| 4 | «Любов спричиняє біль» | Майкл Макгавен | Майкл Макгавен                 | 11 червня 2015                       | Буде оголошено |
| Учительці зі школи виповнюється 22 роки, вона помирає. Вайлі забирає дитину та йде геть із церкви до Крікерів. |                        |                |                                |                                      |                |
| 5 | «Кінець мотузки»       | Майкл Макгавен | Марк Баччі                     | 18 червня 2015                       | Буде оголошено |
| 6 | «Війна»                | Майкл Макгавен | Майкл Макгавен, Еллен Ванстоун | 25 червня 2015                       | Буде оголошено |
| Чак ховає свою сестру та підозрює, що в її смерті винні Крікери. Він збирається піти до їхнього будинку, щоб помститися. У свою чергу Пет вирушає до будинку Чака, щоб визнати свою провину. Батько Адама зініційовує свою смерть, сподіваючись, що син покине місто та не дізнається про його справи в Красивому озері. Влада надсилає до міста військових, щоб провести вакцинацію. Чак та Пет зустрічаються в церкві, щоб раз і назавжди покінчити з протистоянням двох банд. Вайлі розповідає Чаку, що Джейсон його брат. Влада скеровує всіх до тюрми, щоб вакцинувати мешканців Красивого озера. Адам повертається до міста, щоб попередити про небезпеку. Він та ще кілька мешканців намагаються проникнути до диспетчерської, щоб завадити вакцинації. Там, Адам зустрічає свого батька, вбиває його та блокує всі двері в тюрмі. Усі військові помирають від вірусу. |                        |                |                                |                                      |                |